# Women in Music Pt. III
Women in Music Pt. III è il terzo album in studio del gruppo musicale statunitense Haim, pubblicato il 26 giugno 2020 dalle etichette Polydor Records, Vertigo Records e Columbia Records.

## Antefatti e pubblicazione
Le Haim hanno inizialmente anticipato il titolo dell'album con l'abbreviazione WIMPIII, offrendo scherzosamente una maglia a chiunque ne indovinasse il significato. Il disco sarebbe dovuto uscire il 24 aprile 2020, ma è stato posticipato a causa della pandemia di COVID-19; la data di pubblicazione è stata quindi spostata al 26 giugno successivo.
La copertina dell'album è stata scattata al Canter's di Los Angeles da Paul Thomas Anderson.

## Accoglienza
| Recensione          | Giudizio |
| ------------------- | -------- |
| Clash               | 8/10     |
| Consequence         | B+       |
| The Daily Telegraph |          |
| The Guardian        |          |
| The Independent     |          |
| NME                 |          |
| Pitchfork           | 8,6/10   |
| Rolling Stone       |          |
| Slant Magazine      |          |
| The Observer        |          |

Women in Music Pt. III ha ricevuto l'acclamo universale da parte dei critici musicali. Su Metacritic, sito che assegna un punteggio normalizzato su 100 in base a critiche selezionate, l'album ha ottenuto un punteggio medio di 88 basato su ventuno critiche.

## Tracce
1. Los Angeles – 3:20
2. The Steps – 4:07
3. I Know Alone – 3:46
4. Up from a Dream – 3:17
5. Gasoline – 3:13
6. 3 AM – 3:10
7. Don't Wanna – 3:21
8. Another Try – 3:25
9. Leaning on You – 3:21
10. I've Been Down – 2:51
11. Man from the Magazine – 2:06
12. All That Ever Mattered – 2:30
13. FUBT – 3:13

Tracce bonus nell'edizione deluxe
1. Now I'm in It – 3:24
2. Hallelujah – 3:10
3. Summer Girl – 3:25

## Formazione
Gruppo
- Danielle Haim – voce, chitarra elettrica (tracce 1, 3-6, 10, 12, 14 e 15), batteria (tracce 1-5, 7-10, 12 e 16), chitarra (tracce 2 e 7), programmazione della batteria (tracce 3, 6 e 12), conga (tracce 8, 10 e 14), chitarra acustica (tracce 9, 11 e 14), sintetizzatore (traccia 12), chitarra solista (traccia 13), programmazione del basso (traccia 16)
- Este Haim – voce (tracce 1-10, 12-16), basso (tracce 1, 2, 4-12 e 14), contrabbasso (traccia 16)
- Alana Haim – voce (tracce 1-10, 12-16), organo, pianoforte e basso (traccia 1), chitarra acustica (tracce 2, 9, 11), shaker (traccia 2), chitarra elettrica (tracce 4–6, 8, 10 e 12), chitarra (tracce 7 e 16), chitarra solista (13), conga (14)

Produzione
- Danielle Haim – produzione
- Rostam Batmanglij – produzione
- Ariel Rechtshaid – produzione
- Emily Lazar – mastering
- Chris Allgood – assistenza al mastering

## Successo commerciale
Nella Official Albums Chart britannica Women in Music Pt. III ha esordito direttamente in vetta, diventando il secondo album numero uno delle Haim. Nella sua prima settimana di disponibilità ha distribuito 17 762 unità nel paese, di cui 2 733 provenienti dalle riproduzioni in streaming. Nella classifica giapponese delle vendite fisiche e digitali ha invece debuttato al 90º posto.

## Classifiche
| Classifica (2020) | Posizione massima |
| ----------------- | ----------------- |
| Australia         | 7                 |
| Austria           | 25                |
| Belgio (Fiandre)  | 20                |
| Canada            | 37                |
| Francia           | 187               |
| Germania          | 27                |
| Irlanda           | 5                 |
| Norvegia          | 33                |
| Nuova Zelanda     | 37                |
| Paesi Bassi       | 41                |
| Portogallo        | 30                |
| Regno Unito       | 1                 |
| Spagna            | 59                |
| Stati Uniti       | 13                |
| Svezia            | 55                |
| Svizzera          | 11                |